# Campachuelo
El Campachuelo es una montaña del Sistema Central español situada en la sierra del Ocejón, en el sur de la sierra de Ayllón. Es el extremo occidental de la loma de las Piquerinas, de la que forma parte junto con el Campo y que se extiende al norte del pico Ocejón entre Majaelrayo y Valverde de los Arroyos. Tiene una altitud de 1914 m. En su falda sur nacen los arroyos de la Chorrera, afluente del Sorbe, y de Agua Fría, afluente del Jaramilla. Tiene continuación hacia el norte por la loma de Asedera hasta el río Sonsaz y hacia el oeste su ladera llega hasta el arroyo de Matilla. 

## Cartografía
- Hoja 459-2 a escala 1:25000 del Instituto Geográfico Nacional.